# ほとんど
| ウィキペディアには「ほとんど」という見出しの百科事典記事はありません（タイトルに「ほとんど」を含むページの一覧/「ほとんど」で始まるページの一覧）。 代わりにウィクショナリーのページ「ほとんど」が役に立つかもしれません。 |